# Aire d'attraction de Pau
L'aire d'attraction de Pau est un zonage d'étude défini par l'Insee pour caractériser l’influence de la commune de Pau sur les communes environnantes. Publiée en octobre 2020, elle se substitue à l'aire urbaine de Pau, qui comportait 167 communes dans le dernier zonage qui remontait à 2010.

## Définition
L'aire d'attraction d'une ville est composée d’un pôle, défini à partir de critères de population et d’emploi ainsi que d’une couronne constituée des communes dont au moins 15 % des actifs travaillent dans le pôle. Le pôle d’attraction constitue ainsi un point de convergence des déplacements domicile-travail,.

## Type et composition
L’aire d'attraction de Pau est une aire inter-régionale qui comporte 228 communes : 224 situées dans les Pyrénées-Atlantiques et 4 dans les Hautes-Pyrénées (Gardères, Luquet, Séron et Villenave-près-Béarn).
Elle est catégorisée dans les aires de 200 000 à moins de 700 000 habitants, une catégorie qui regroupe 23,1 % de la population de Nouvelle-Aquitaine et 23,5 % au niveau national.

### Carte

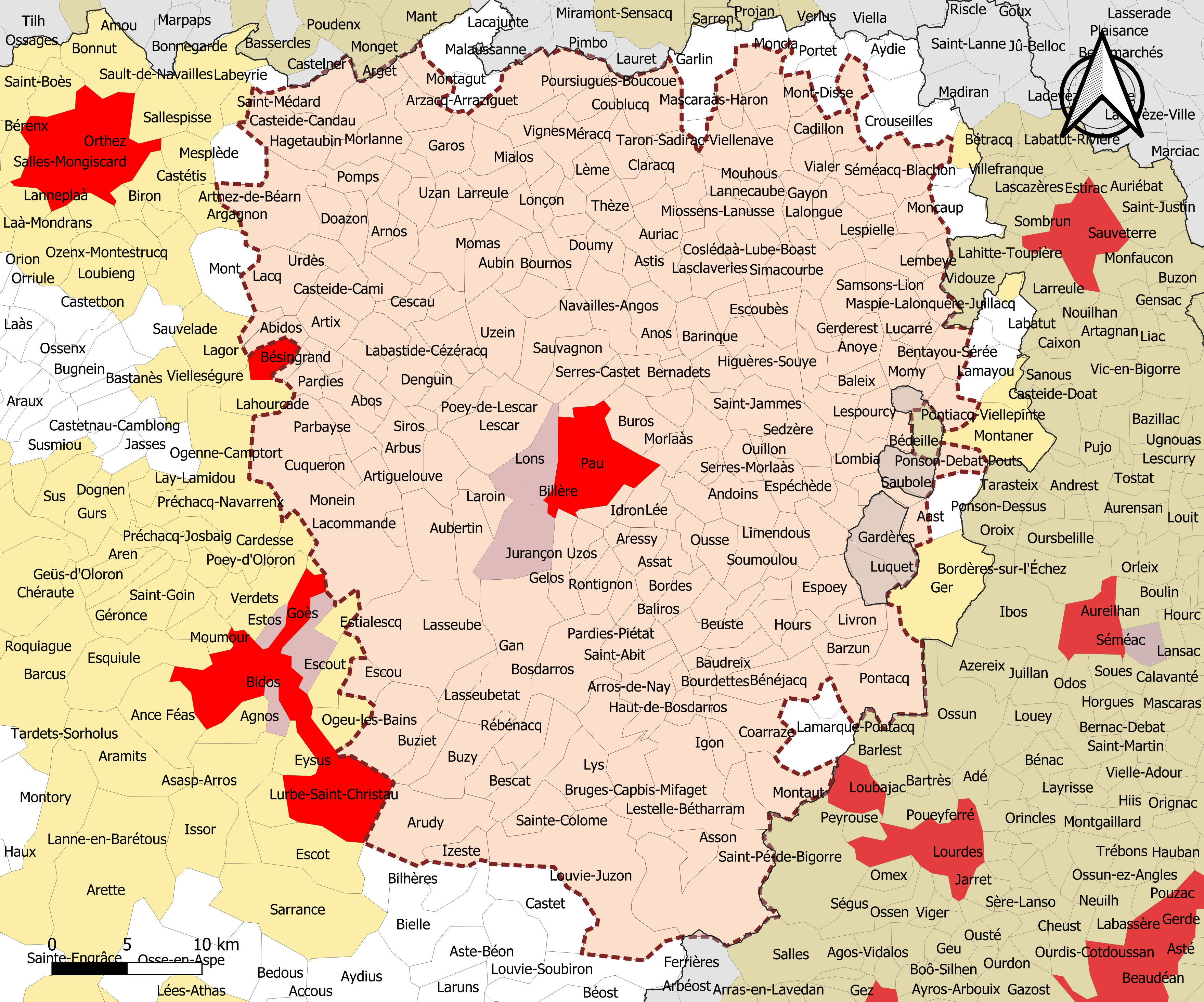
Carte de l'aire d'attraction de Pau.
Commune-centre
Commune du pôle principal
Commune de la couronne

### Composition communale
| Catégorie                  | Département          | Communes | Communes |
| Catégorie                  | Département          | Nombre   | Libellé |
| -------------------------- | -------------------- | -------- | --- |
| Commune-centre             | Pyrénées-Atlantiques | 1        | Pau. |
| Communes du pôle principal | Pyrénées-Atlantiques | 3        | Billère, Jurançon, Lons. |
| Communes de la couronne    | Pyrénées-Atlantiques | 219      | Aast, Abère, Abidos, Abos, Andoins, Angaïs, Anos, Anoye, Arbus, Aressy, Argelos, Arget, Arnos, Arricau-Bordes, Arrien, Arros-de-Nay, Arthez-de-Béarn, Arthez-d'Asson, Artigueloutan, Artiguelouve, Artix, Arudy, Arzacq-Arraziguet, Assat, Asson, Astis, Aubertin, Aubin, Auga, Auriac, Aussevielle, Baleix, Baliracq-Maumusson, Baliros, Barinque, Barzun, Bassillon-Vauzé, Baudreix, Bédeille, Bénéjacq, Bentayou-Sérée, Bernadets, Bescat, Bésingrand, Beuste, Beyrie-en-Béarn, Bizanos, Boeil-Bezing, Bordères, Bordes, Bosdarros, Boueilh-Boueilho-Lasque, Bougarber, Bouillon, Boumourt, Bourdettes, Bournos, Bruges-Capbis-Mifaget, Buros, Burosse-Mendousse, Buziet, Buzy, Cadillon, Carrère, Casteide-Cami, Casteide-Candau, Castetpugon, Castillon (près d'Arthez-de-Béarn), Castillon (près de Lembeye), Caubios-Loos, Cescau, Claracq, Coarraze, Corbère-Abères, Coslédaà-Lube-Boast, Coublucq, Cuqueron, Denguin, Doazon, Doumy, Escou, Escoubès, Escurès, Eslourenties-Daban, Espéchède, Espoey, Fichous-Riumayou, Gabaston, Gan, Garlède-Mondebat, Garos, Gayon, Gelos, Gerderest, Géus-d'Arzacq, Gomer, Hagetaubin, Haut-de-Bosdarros, Higuères-Souye, Hours, Idron, Igon, Izeste, Labastide-Cézéracq, Labastide-Monréjeau, Lacommande, Lacq, Lagos, Lalongue, Lalonquette, Lannecaube, Laroin, Larreule, Lasclaveries, Lasserre, Lasseube, Lasseubetat, Lée, Lembeye, Lème, Lescar, Lespielle, Lespourcy, Lestelle-Bétharram, Limendous, Livron, Lombia, Lonçon, Lourenties, Louvie-Juzon, Louvigny, Luc-Armau, Lucarré, Lucgarier, Lussagnet-Lusson, Lys, Mascaraàs-Haron, Maspie-Lalonquère-Juillacq, Maucor, Maure, Mazères-Lezons, Mazerolles, Meillon, Méracq, Mialos, Miossens-Lanusse, Mirepeix, Momas, Momy, Monassut-Audiracq, Monein, Montagut, Montardon, Montaut, Mont-Disse, Morlaàs, Morlanne, Mouhous, Narcastet, Navailles-Angos, Nay, Noguères, Nousty, Ogeu-les-Bains, Os-Marsillon, Ouillon, Ousse, Parbayse, Pardies, Pardies-Piétat, Peyrelongue-Abos, Piets-Plasence-Moustrou, Poey-de-Lescar, Pomps, Ponson-Debat-Pouts, Pontacq, Pontiacq-Viellepinte, Pouliacq, Poursiugues-Boucoue, Rébénacq, Riupeyrous, Rontignon, Saint-Abit, Saint-Armou, Saint-Castin, Sainte-Colome, Saint-Faust, Saint-Jammes, Saint-Jean-Poudge, Saint-Laurent-Bretagne, Saint-Médard, Samsons-Lion, Saubole, Sauvagnon, Séby, Sedze-Maubecq, Sedzère, Séméacq-Blachon, Sendets, Serres-Castet, Serres-Morlaàs, Serres-Sainte-Marie, Sévignacq-Meyracq, Sévignacq, Simacourbe, Siros, Soumoulou, Tadousse-Ussau, Taron-Sadirac-Viellenave, Tarsacq, Thèze, Urost, Uzan, Uzein, Uzos, Vialer, Viellenave-d'Arthez, Vignes, Viven. |
| Communes de la couronne    | Hautes-Pyrénées      | 4        | Gardères, Luquet, Séron, Villenave-près-Béarn. |